# Pseudamnicola troglobia
Pseudamnicola troglobia is een slakkensoort uit de familie van de Hydrobiidae. De wetenschappelijke naam van de soort is voor het eerst geldig gepubliceerd in 1961 door Bole.